# Mithridates I av Pontus
Mithridates I av Pontus, död 266 f. Kr., var regerande kung av Pontus mellan 281 f.Kr. och 266 f. Kr.
Han var son till den persiska adelsmannen Mithridates av Cius, härskare i staden Cius i Mysien. Hans far blev år 302 avrättad av Antigonos I Monofthalmos. Han ärvde sin fars position i Cius, men Demetrius I Poliorcetes blev misstänksam mot honom och gav order om att han skulle dödas. Mithridates flydde då med sina anhängare till en befästning i det område som senare blev Pontus. Han samlade med tiden allt fler styrkor omkring sig och kunde så småningom säkra ett allt större landområde kring sig i den då mest avlägsna delen av Anatolien. År 281 utropade han sig till kung och därmed anses kungariket Pontus ha grundats. Hans regeringstid är annars inte väl känd.